# Blankstahl

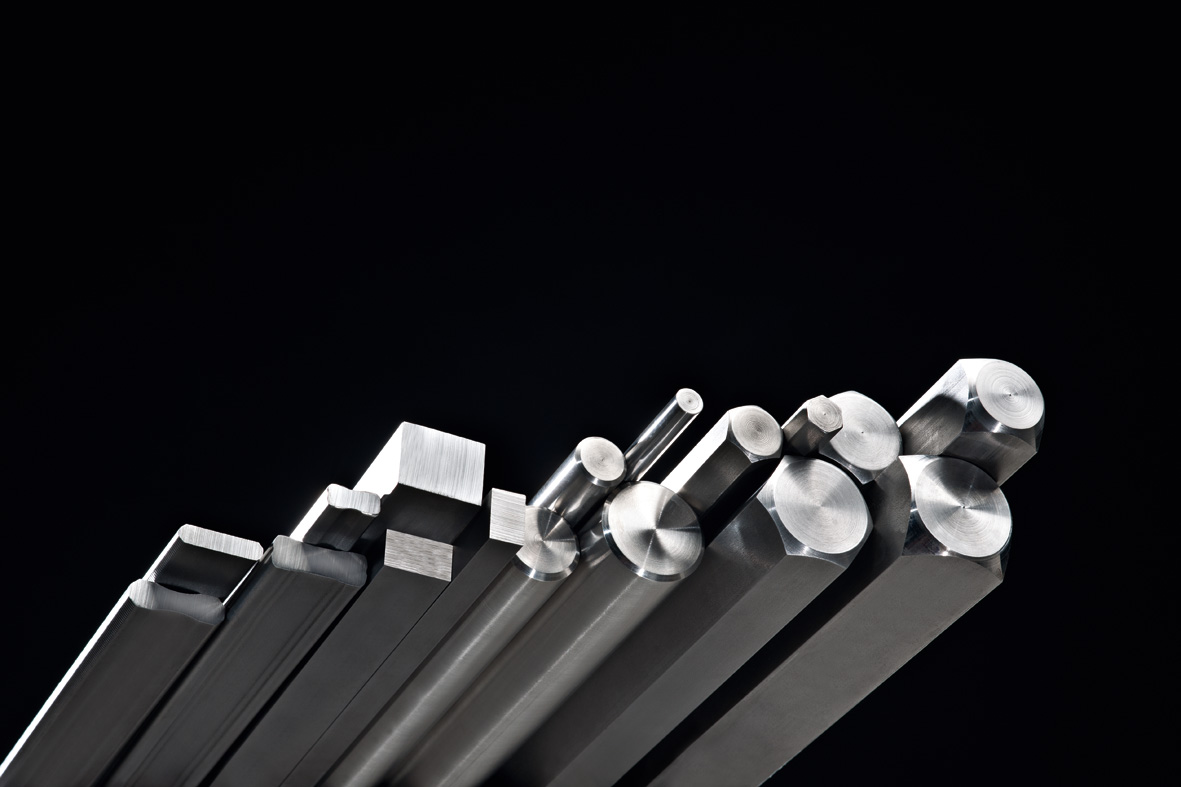
Verschiedene Stahlprofile

Blankstahl zeichnet sich dadurch aus, dass er durch Entzunderung und spanlose Kaltumformung oder durch spanabhebende Bearbeitung eine ebene, glatte Oberfläche und eine bessere Bearbeitungsfähigkeit bietet.
Zur Herstellung von Blankstahl kommen zwei Verfahren zum Einsatz:
- Ziehen – spanlose Kaltformgebung – von vorher entzundertem warmgewalztem Vormaterial. Der Blankstahl wird durch Ziehen auf Ziehbänken spanlos hergestellt, nach dem Ziehen gerichtet, in dünneren Abmessungen auch zu Ringen aufgewickelt. Nach dem Ziehen kann der Blankstahl auch noch wärmebehandelt werden, anschließend erfolgt das Richten bzw. Richtpolieren und ggf. Schleifen.
- Schälen – einer spanenden Formgebung – mit anschließendem Richtpolieren und ggf. Schleifen.

Blankstahl weist eine wesentlich größere Maßgenauigkeit auf als warmgeformter Stahl, es treten weniger Poren und Risse auf und er eignet sich gut für eine anschließende Oberflächenveredelung. So genannter Automatenstahl wird fast ausschließlich in blanker Ausführung geliefert.
Die Einteilung von Blankstahl erfolgt in der DIN EN 10079.
| Form      | Prozess | übliche Abmessungen [mm]     |
| --------- | ------- | ---------------------------- |
| rund      | Ziehen  | Ø 5 – 100                    |
| rund      | Schälen | Ø 15 – 200                   |
| flach     | Ziehen  | b = 5 – 550, d = 3 – 100     |
| vierkant  | Ziehen  | 5 – 152                      |
| sechskant | Ziehen  | 5 – 120                      |
| Winkel    | Ziehen  | 10 × 10 × 2 – 100 × 100 × 10 |

Blankstahl kann aus allen Stahlsorten hergestellt werden.
| Werkstoffgruppe                    | Normen               |
| ---------------------------------- | -------------------- |
| Stähle für allg. techn. Verwendung | EN 10025, EN 10083-2 |
| Automatenstähle                    | EN 10087             |
| Einsatzstähle                      | EN 10084             |
| Vergütungsstähle                   | EN 10083-1           |
| nichtrostende Stähle               | EN 10088-3           |
| Werkzeugstähle                     | DIN EN ISO 4957      |
| Wälzlagerstähle                    | EN ISO 683-17        |
| Nitrierstähle                      | DIN EN 10085         |
| Kaltstauchstähle                   | DIN EN 10263         |
| Ventilstähle                       | EN 10090             |